# Selina Cadell
Selina Jane Cadell, född 12 augusti 1953 i London, är en brittisk skådespelerska. Hon är yngre syster till Simon Cadell och sondotter till Jean Cadell.

## Filmografi
- 1994 – Den galne kung George
- 1997 – Mrs Dalloway
- 2004–2022 – Doc Martin (TV-serie)
- 2008 – Wild Child
- 2009 – Julspelet
- 2010 – Livet efter detta
- 2012 – Gambit